# Elfin di Alt Clut
Elfin (in gallese Elffin; in antico inglese Ælfwine; in irlandese antico Alpín; fl. VII secolo) è stato sovrano di was Alt Clut (oggi Dumbarton Rock), nel tardo VII secolo.
Secondo le Harleian genealogies, era figlio di Eugenio I e padre di Beli II L'unico fatto storiograficamente rilevante che lo riguarda è la controversia sull'identificazione con Alphin m. Nectin che morì nel 693 con un certo Bruide m. Bili (Bridei III). È possibile che questo  Necthan sia Neithon di Alt Clut, o un altro Nechtan. Comunque gli Annali dell'Ulster non ci tramandano nulla su Alphin tranne il suo nome e il suo patronimico, ragion per cui potrebbe essere una differente persona. Altrimenti bisogna pensare che le Harleian genealogies e gli annali irlandesi siano sbagliati. Gli Annali di Tigernach riportano che nell'anno 678 un clan di Dál Riata conosciuto come Cenél Loairn, sotto Ferchar Fota, fu sconfitto dai Britanni a Tíriu.. Elfin è l'unico sovrano del tempo che potrebbe aver ottenuto questa vittoria.